# 園田博之
園田 博之（そのだ ひろゆき、1942年〈昭和17年〉2月19日 - 2018年〈平成30年〉11月11日）は、日本の政治家。位階は従三位。
内閣官房副長官（村山内閣・村山改造内閣）、厚生政務次官（宮澤内閣）、衆議院法務委員長、衆議院議員（11期）、太陽の党党首、次世代の党顧問、日本維新の会副幹事長、たちあがれ日本幹事長、自由民主党幹事長代理、同政務調査会長代理、新党さきがけ幹事長、同副代表兼総務会長兼党務幹事、同代表幹事などを歴任。
父は内閣官房長官、外務大臣、厚生大臣を務めた園田直、甥はアニメ監督の山崎理。

## 来歴
熊本県天草郡河浦町（現：天草市）生まれ。習志野市立習志野高等学校（野球部1期生）、日本大学経済学部卒業。1964年大学卒業後、日魯漁業（現：マルハニチロ）に入社し、資材部に配属される。当時の部下に作家の荒俣宏がいた。サラリーマン時代は労働組合委員長も経験するが、1983年に退社する。

### 政界へ
1984年4月、父・直が腎不全により急死。父の地盤を引き継ぎ、第38回衆議院議員総選挙に父が所属していた福田派の支援を受け、旧熊本2区（定数5）より保守系無所属として立候補。中曽根派の支援を受け、同じく無所属で立候補した義母・園田天光光を相手に骨肉の争いを繰り広げた末、熊本2区でトップ当選を果たした（天光光は得票数8位で落選）。当選同期に鳩山由紀夫・斉藤斗志二・三原朝彦・村井仁・逢沢一郎・金子一義・武村正義・杉浦正健・中山成彬・谷津義男・新井将敬・石破茂・笹川堯・武部勤・井出正一・村上誠一郎らがいる。選挙後、自民党に入党した。
1990年2月、第39回衆議院議員総選挙で2期目の当選。
1991年11月、厚生政務次官に就任（宮澤内閣）、翌92年12月の内閣改造で退任。
1993年6月、宮澤改造内閣不信任決議案の採決では反対票を投じたが、内閣不信任案が可決された直後に自民党を離党し、新党さきがけの結党に参加。

### 細川政権・村山政権から自民復党

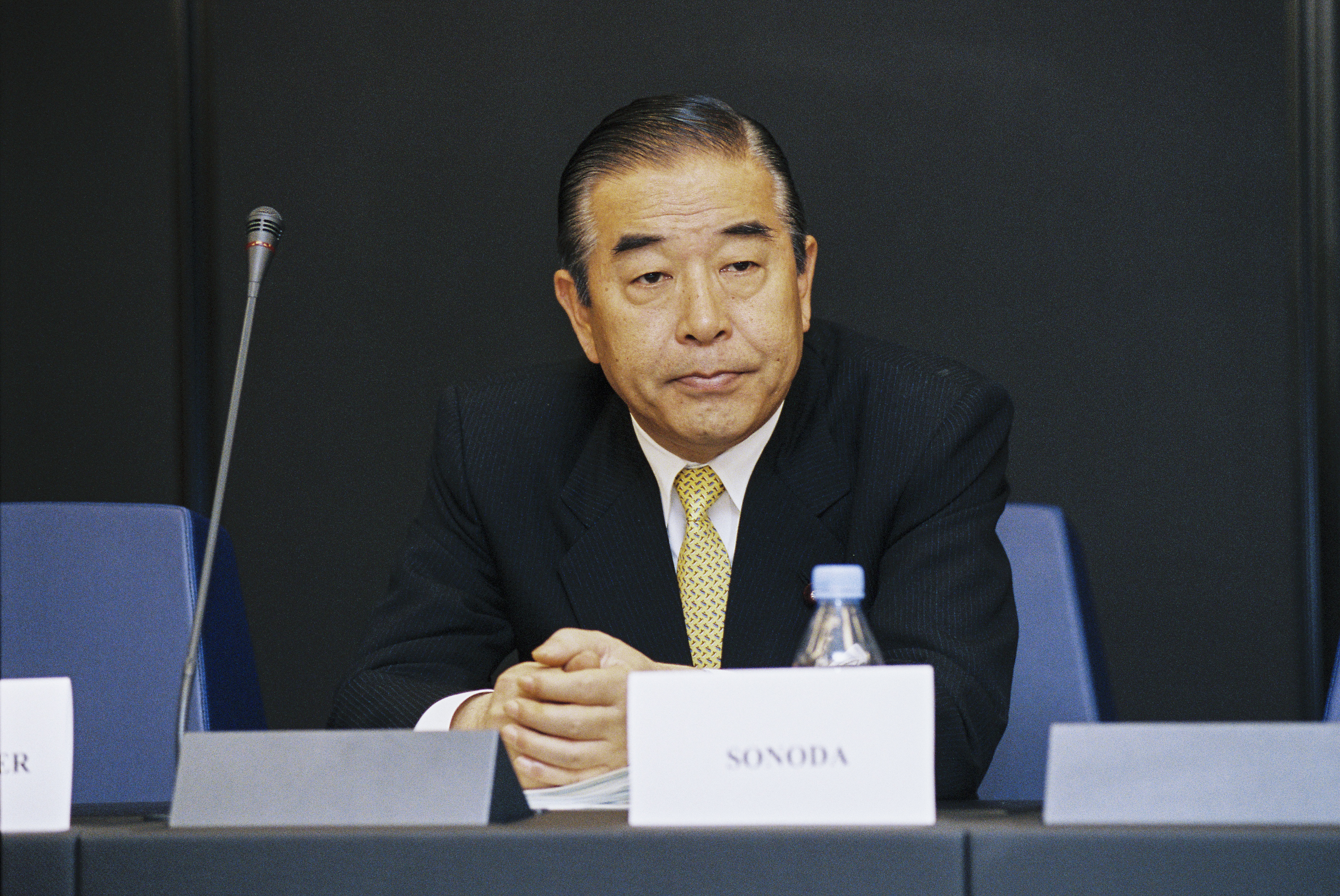
フランス・ストラスブールで会談する園田（2004年4月21日）

新党さきがけ代表幹事に就任し、同年8月に発足した細川連立政権下で、与党間の政策調整のために設けられた「与党代表者会議」には統一会派を組んでいた日本新党・新党さきがけの両党を代表して出席していた。理想主義のかおりを振りまく新党にあって、園田は専ら地道な政党間調整に汗をかいた。信望が厚く、調整にも長けて細川政権時代は新生党の小沢一郎と堂々と渡り合い、「軍師」の異名もあった。
細川政権末期、武村に代わって園田を官房長官に起用する動きが水面下であったが固辞した。
1994年、自社さ連立政権の村山内閣で内閣官房副長官に任命される。首相と官房長官を与党経験に乏しい社会党勢が占めた首相官邸に園田が「影の官房長官」として陣取り、自民党や官僚機構の懸念を和らげた。田中秀征も、内閣官房副長官を務めた園田の働きは、霞が関や自民党と話が通じ、村山内閣の実質的な官房長官に匹敵する役割を果たしたと高く評価している。この他、新党さきがけでは幹事長や総務会長、副代表を務め、さきがけ出身の議員が一定数所属する民主党にも知己が多い。民主党を旗揚げした鳩山由紀夫が「排除の論理」で武村、園田、田中らさきがけ同期組の合流を拒み、衆院選を目前にして進退窮まった前原誠司、枝野幸男、玄葉光一郎らさきがけの1回生を「君らは民主党に移って生き残れ。いつの日かまた一緒にやろう」と送り出したのは園田だった。
1998年のさきがけ解党後、無所属を経て自民党に復党。2000年の第42回衆議院議員総選挙以降、自民党公認で4期連続当選。同年の第2次森内閣不信任決議案の採決に際しては、不信任案への賛成を公言した加藤紘一（加藤の乱）に同調したが、反対票は投じず、本会議を欠席して投票を棄権した。2002年、衆議院法務委員長に就任。
2004年、自民党郵政改革合同部会座長に就任し、郵政国会では郵政民営化法案を会議にかけた。2007年7月の第21回参議院議員通常選挙での惨敗後、退陣を拒否して続投を表明した安倍晋三首相に対し、強硬に退陣を迫った（安倍は9月に病気辞任）。同年12月、日朝国交正常化を目指す議員連盟「自由民主党朝鮮半島問題小委員会」の設立に参加し、副委員長に就任。

### 福田政権
与党の政策調整を切り回せる政調会長代理のポストを福田康夫に直訴、与謝野馨を党財政改革研究会の会長に担ぎ出す。「社会保障費はこれ以上は切り込めない。消費税増税で安定財源を確保する以外に財政再建の道はない。次の衆院選で自民党が勝っても、ねじれ国会で政界再編は必至。正しい政策を基軸に再編しなくてはいけない」と、財革研は07年11月、消費税を「社会保障税」に改組したうえ、年金・医療・介護・少子化対策を賄うため2010年代半ばまでに税率を10%まで引き上げるよう提言した。

### 麻生政権
2008年、麻生太郎総裁の下で政調会長代理に就任した。園田は麻生内閣の経済財政政策担当大臣である与謝野馨に働きかけ、財政再建派の「正しいことを考え実行する会」を設立。上げ潮派の中川秀直元幹事長らを牽制し、財革研提言を基礎とした消費税・社会保障改革の構想を09年度税制改正法の付則104条に盛り込み、国会の意思とした。2009年の第45回衆議院議員総選挙では、自民党に猛烈な逆風が吹き荒れる中、熊本4区で8回目の当選を果たした。同年10月、谷垣禎一総裁の下で幹事長代理に就任したが、執行部批判を強める与謝野馨に同調し、2010年3月に幹事長代理を辞任した。同年4月、新党の結成について「自民党から多くの仲間を連れて行き、党を分裂させてケンカをしようという話ではない。民主党に反対したい人たちを自民党だけで吸収できないのであれば、別の党を作ってなるべく多くの人を吸収し、左右から挟み撃ちにして民主党をやっつければいい」「今の自民党では民主党を嫌った人を吸収出来ない。政策が駄目なわけではないが、ゼロからスタートしなければ信用を得られない」「自民の分裂とは言われたくない。県内の兄弟分は誘えない」と述べ、自民党を離党し、反自民の立場ではない新党の結成を示唆した。

### たちあがれ日本
4月5日、無所属の平沼赳夫元経済産業大臣及び与謝野の2人を中心に新党構想が持ち上がっていたたちあがれ日本に参加するため、大島理森自民党幹事長（当時）に離党届を提出した。離党届を提出した後、「参院選で与党を少数に追い込まないと何のチャンスも生まれない。政策変更さえしないだろう。憤りを感じて新党に参加する」「民主党が国民のためにそこそこのことをしていたら、僕らも政権奪還をゆっくりやる。（しかし）民主党は国民の歓心を買うことだけにいよいよ邁進している」と述べ、改めて反自民ではなく反民主の新党であるとの認識を示し、4月10日に結党したたちあがれ日本の幹事長に就任。園田の離党届は4月27日の自民党党紀委員会で了承された。
2012年11月、石原慎太郎を党首に迎える形でたちあがれ日本が党名を変更し、太陽の党を結党。

### 日本維新の会
2012年11月16日、太陽の党は、石原慎太郎・橋下徹（大阪維新の会代表）のトップ会談により、結党からわずか4日で日本維新の会へ合流する方針を決定し、解党。園田ら太陽の党所属の国会議員も、日本維新の会に合流した。同年12月の第46回衆議院議員総選挙では熊本4区から日本維新の会公認で立候補し、9回目の当選を果たした。同党の比例九州ブロックエリアにおける唯一の選挙区当選者である。なお熊本4区には自民、民主両党がいずれも候補者の擁立を見送った。選挙後、日本維新の会国会議員団幹事長代理および日本維新の会執行役員副幹事長に就任。

### 次世代の党
2014年8月1日、日本維新の会分党にともない次世代の党結党に参加、名誉職的地位である「顧問（渉外担当）」に就任した。党役員一覧では最高顧問である石原慎太郎と党首である平沼赳夫の間に列記されていた。なお、同月26日江口克彦が入党した際、江口の職位も園田と同じ「顧問」とされ、このときから「（渉外担当）」の表記がなくなった。同年12月の第47回衆議院議員総選挙では熊本4区で10選。同月25日に両院議員総会長に就任。

### 太陽の党
2015年1月8日、次世代の党を離党し、太陽の党に移籍した上で党首に就任した。同年5月1日、太陽の党解党により次世代の党へ復党した。

### 再び自民へ
2015年6月、第189回国会閉会後に次世代の党を離党し自民党へ復党申請をすることを表明。9月25日、前党首・平沼赳夫と共に正式に離党。幹事長になっていた谷垣禎一の骨折りもあり、10月2日、自民党党紀委員会は、「政治家としての2人の経験や見識を、今後は自民党の活動で生かしてもらうべきだ」などとして平沼とともに園田の復党を了承した。小泉進次郎の懇請で「2020年以降の経済財政構想小委員会」の顧問を受けた。
2017年10月の第48回衆議院議員総選挙では、熊本県内の小選挙区の区割変更に伴い、比例九州ブロックへ転出。自民党では73歳定年制の例外扱いとされた。比例名簿単独1位により、11選。
2017年より肺がんの治療をしながら議員活動をしていたが、2018年11月11日午前4時35分、肺炎のため、東京都の病院で死去。76歳没。死去に伴い、次点の宮崎政久が11月21日に繰り上げ当選した。後日、日本国政府は死没日付をもって従三位に叙し、旭日大綬章を追贈した。墓所は港区林泉寺。

## 政策
- 2014年の時点では、選択的夫婦別姓制度導入について、「どちらとも言えない」としている[28]。なお、1998年、同制度を求める請願を提出している[29]。
- 郵政民営化の際、「みんなが不安を持っているのは、計画どおり本当にうまくいくのかどうか。採算だって、言われるように、新しい事業を始めて、そういうのが本当に実になっていくのかどうか。それを目指して頑張らなければいかぬわけですが、非常に心配事が多い…」、「郵便局で三つのサービスがずっと行われているかどうか。そういうこともよく検証して、もしそれに支障が出てきている場合にどういう施策を講じるのか。そういうことも必要だ…」と答弁した[30]。

## 人物・エピソード
- 政界再編論者であり、政界では「策士」「寝業師」の評がある[31]。新党さきがけの中心人物として、細川政権など政界再編期における活躍で知られるが、本人が政界再編で考えていたのは自民党と対抗しうる中間的な政党を育てることであり、一連の動きは本意ではなかったという。しかし小沢一郎が「組織力のある公明・社会党を核に結集すれば十分選挙で戦える」と選挙優先で考え、小選挙区制への選挙制度まっしぐらになってしまったと振り返る。その反省に立ち選挙制度改革を再び行い、衆議院については中選挙区制に戻すべきだと語っている[32]。
- 本人自身も閣僚にならず、大臣病とも無縁、「政界の名門」というだけで大臣の椅子や党の重職が転がり込む「一般の世襲議員」とは一線を画していた[11]。
- 無類の政策通だが「政局は苦手」な与謝野と、与野党に顔が広い政略家の園田の盟友関係を財務省も頼りにした[10]。

## 不祥事
- 2004年、政治家の年金未納問題が問題となった際に2年8か月分の未納が判明した[33]。
- 園田が2013年に、兵庫県西宮市内のNPO法人・西宮障害者雇用支援センター協会から現金約200万円を受領していたにもかかわらず、政治資金収支報告書に記載していなかったことが、2017年12月に一部新聞の報道で判明。同協会側は、園田を政治資金規正法違反容疑で東京地方検察庁に告発するとしている[34]。また、2017年6月に、同NPO法人に対する追徴課税に関して、飯塚厚国税庁次長に「税務調査は間違い。再調査していただけないか」と電話している[35][36]。2018年10月10日、東京地検特捜部は政治資金規正法違反容疑で告発されていた園田らを不起訴処分とした[37]。

## 所属団体・議員連盟
- 日韓議員連盟
- 日本会議国会議員懇談会[38]
- 正しいことを考え実行する会（会長代行）[39]
- 自由民主党朝鮮半島問題小委員会（副委員長）
- 日中友好議員連盟[40]
- スポーツゴルフ確立のための議員連盟（会長代理）[41]
- 日本クルド友好議員連盟会長